# Zdanie eliptyczne
Zdanie eliptyczne (z gr. ἔλλειψις elleipsis – „brak, opuszczenie”) – pominięcie w składni zdania wyrazu lub frazy. Najczęściej odbiorca może rozpoznać sens opuszczonego zwrotu z kontekstu, np: 
Kowalscy sprzedali stary samochód, a kupili nowy.
Elipsy pojawiają się często w dialogach i języku mówionym. Błędnie użyta elipsa może prowadzić do nieporozumień pomiędzy nadawcą a odbiorcą. 
Elipsa (zwana też niekiedy wyrzutnią) w tekstach literackich i retorycznych jest jedną z figur stylistycznych.